# 大黑停車區
大黑停车区（平假名：だいこくパーキングエリア）位於日本神奈川縣橫濱市鶴見區，是首都高速灣岸線與首都高速神奈川5號大黑線之休息站，此休息站同時設置大黑埠頭出入口及大黑系統交流道（JTC）。四周都是環形高架橋，同時做為全首都高速道路中最大規模的休息站，亦是關東地區改裝車迷的聚會勝地，別具特色。

## 連接道路
- 首都高速灣岸線
- 首都高速神奈川5號大黑線

## 休息站設施
- 停車場
  - 小型車：341台
  - 大型車：59台
  - 傷殘人士車位：4台
- 廁所
  - 男士 大16 小30 兒童天地專用 1
  - 女士 46 兒童天地專用 1
  - 傷殘人士 3
- 餐廳（平日：10:30-21:00、星期六日及假期：10:00-21:30）
- 小吃販賣（24小時營業）
- 商店（6:30-23:30）
- Pokka Create
- 電動車專用快速充電器
  - 2008年10月10日 - 在日本高速公路中，首次引入這個設備。

## 鄰近設施
首都高速灣岸線
本牧JCT/(B07)本牧埠頭出入口 - 大黑JCT/(B09,B08)大黑埠頭出入口/大黑停车区 - (B10,B11)東扇島出入口
首都高速神奈川5號大黑線
大黑JCT/(B09,B08)大黑埠頭出入口/大黑停车区 - 生麥JCT

## 外部連結
- 首都高速道路株式會社（日語）